# Charles Risk
Charles Francis Risk (* 19. August 1897 in Central Falls, Rhode Island; † 26. Dezember 1943 in Lincoln, Rhode Island) war ein US-amerikanischer Politiker. Zwischen 1935 und 1937 sowie von 1939 bis 1941 vertrat er den ersten Wahlbezirk des Bundesstaates Rhode Island im US-Repräsentantenhaus.

## Werdegang
Charles Risk besuchte die Grund- und Hauptschulen in seiner Heimat und arbeitete danach in der Textilindustrie. Während des Ersten Weltkrieges war er als Soldat der US-Armee in Camp Meigs stationiert. In den Jahren 1919 und 1922 war Risk Angestellter des Finanzministeriums in Washington. Gleichzeitig studierte er an der Georgetown University Jura. Nach seiner im Jahr 1923 erfolgten Zulassung als Rechtsanwalt begann er in Central Falls in seinem neuen Beruf zu arbeiten. In dieser Stadt war er zwischen 1929 und 1931 auch als Richter an einem Nachlassgericht tätig. Von 1931 bis 1932 war Risk Untersuchungsrichter in Lincoln. Danach war er von 1932 bis 1935 als Richter im elften Gerichtsbezirk tätig.
Risk war Mitglied der Republikanischen Partei. In den Jahren 1936, 1940 und 1942 nahm er als Delegierter an deren regionalen Parteitagen in Rhode Island teil. Nach dem Rücktritt des Kongressabgeordneten Francis Condon, der zum Richter am obersten Gerichtshof von Rhode Island ernannt worden war, wurde Risk in der fälligen Nachwahl zu dessen Nachfolger im US-Repräsentantenhaus gewählt. Dort beendete er zwischen dem 6. August 1935 und dem 3. Januar 1937 die angebrochene Amtszeit seines Vorgängers. Da er bei den Wahlen des Jahres 1936 dem Demokraten Aime Forand unterlag, musste Risk sein Mandat im Kongress aufgeben. Zwei Jahre später, bei den Kongresswahlen des Jahres 1938, gelang es ihm jedoch, Forand zu schlagen und seinen alten Sitz zurückzugewinnen. Damit konnte er zwischen dem 3. Januar 1939 und dem 3. Januar 1941 eine weitere Amtszeit im Repräsentantenhaus absolvieren. Bei den Wahlen des Jahres 1940 kam es wieder zu dem Duell mit Forand, das dieser dann für sich entschied. Forand sollte dieses Mandat dann 20 Jahre lang ununterbrochen ausüben.
Nach seinem Ausscheiden aus dem Kongress arbeitete Charles Risk als Rechtsanwalt in Pawtucket. Er starb im Dezember 1943 in Saylesville, einem Vorort von Lincoln, und wurde in Pawtucket beigesetzt.